# China Zun
Il China Zun (in cinese 中国 尊; pinyin Zhōngguó Zūn e pronuncia IPA [ʈʂʊŋ.kwǒ.tswən]), chiamato anche CITIC Tower, è un grattacielo situato nel Central Business District di Pechino.
Progettato dal Kohn Pedersen Fox, l'edificio di 108 piani è alto 528 metri ed è il quarto edificio più alto del paese, nonché il più alto della capitale cinese dal 2018.